# Ordre du hockey au Canada
L'ordre du hockey au Canada est une reconnaissance officielle remise annuellement par Hockey Canada aux personnalités du hockey sur glace ayant fait avancé de façon significative le-dit sport au Canada.
Cet honneur, décerné depuis 2012, peut accueillir des joueurs, des entraîneurs, des officiels, des dirigeants ou toute autre personne dont le rôle ou le service au sport est reconnu comme important. 
Le comité de sélection est composé de douze membres et ceux-ci ne peuvent soumettre qu'une seule candidature par année. Les nommés recevant le plus de votes positifs (et récoltant au moins 75 pour cent d'approbation des autres membres) seront admis et ce, à raison de trois candidats ou moins par année. Une exception à la première année où cinq personnalités sont élues.  

## Récipiendaires
| Année | Nom              | Catégorie            | note |
| ----- | ---------------- | -------------------- | --- |
| 2012  | Jean Béliveau    | joueur ambassadeur   | vainqueur de dix Coupe Stanley compagnon de l'Ordre du Canada                                                                       |
| 2012  | Cassie Campbell  | joueuse              | première joueuse intronisée au Panthéon des sports canadiens en 2007                                                                |
| 2012  | Wayne Gretzky    | joueur               | Classé au premier rang des athlètes canadiens du 20e siècle compagnon de l'Ordre du Canada                                          |
| 2012  | Gordie Howe      | joueur               | Intronisé au Temple de la renommée du hockey en 1972 A reçu l’ordre du Canada en 1971                                               |
| 2012  | Gordon Renwick   | bâtisseur            | Intronisé au Temple de la renommée de l'IIHF en 2002 A représenté le Canada auprès de l'IIHF durant 20 ans                          |
| 2013  | Paul Henderson   | joueur               | Intronisé au Panthéon des sports canadiens en 1995                                                                                  |
| 2013  | Dave King        | entraîneur           | A reçu l’Ordre du Canada en octobre 1992 Intronisée au Temple de la renommée de l’IIHF en 2001                                      |
| 2013  | Mark Messier     | joueur               | Intronisée au Temple de la renommée du hockey en 2007 Depuis 2006 la LNH remet le trophée Mark-Messier, pour le meilleur leadership |
| 2014  | Clare Drake      | entraîneur           | Intronisé au Temple de la renommée du hockey en 2017 Intronisé au Panthéon des sports canadiens en 1989                             |
| 2014  | France St-Louis  | joueuse              | Intronisée au panthéon des sports du Québec en 2003 championne du monde à cinq reprises avec Équipe Canada                          |
| 2014  | Steve Yzerman    | joueur               | Intronisé au Temple de la renommée du hockey en 2009 Intronisé au Panthéon des sports du Canada en 2008                             |
| 2015  | Jim Gregory      | dirigeant            | Admis au Temple de la renommée du hockey en 2007 A instauré la révision vidéo des buts dans la LNH                                  |
| 2015  | Pat Quinn        | entraîneur           | Intronisé au Temple de la renommée du hockey et au Temple de la renommée de l’IIHF en 2016                                          |
| 2015  | Serge Savard     | joueur dirigeant     | Intronisé au Temple de la renommée du hockey en 1986 Nommé officier de l'ordre du Canada en 1994                                    |
| 2016  | David Branch     | dirigeant            | Commissaire de la Ligue de hockey de l'Ontario (LHO) depuis 1979 Président de la Ligue canadienne de hockey depuis 1996             |
| 2016  | Geraldine Heaney | joueuse              | Intronisée au Temple de la renommée du hockey en 2013 Intronisée au Temple de la renommée de l’IIHF en 2008                         |
| 2016  | Mario Lemieux    | joueur dirigeant     | Nommé officier de l’Ordre du Canada en 2009 Intronisé au Temple de la renommée du hockey en 1997                                    |
| 2016  | Bob Nicholson    | dirigeant            | vice-président de l’IIHF division Amérique A supervisé le Canada gagnant 71 médailles en compétition internationale                 |
| 2017  | Scotty Bowman    | entraîneur dirigeant | Intronisé au Temple de la renommée du hockey en 1991 Officier de l’Ordre du Canada en 2012                                          |
| 2017  | Murray Costello  | dirigeant            | Intronisé au Temple de la renommée de l’IIHF en 2014 Nommé officier de l’Ordre du Canada en 2013                                    |
| 2017  | Fran Rider       | bâtisseurs           | Intronisée au Temple de la renommée de l’IIHF en 2015 Nommée membre de l’Ordre du Canada en 2015                                    |
| 2018  | Mike Babcock     | entraîneur           | Seul entraîneur membre du Club triple or de l’IIHF                                                                                  |
| 2018  | Danielle Goyette | joueuse              | Intronisée au Temple de la renommée du hockey en 2017 et au Temple de la renommée de l’IIHF en 2013                                 |
| 2018  | Ryan Smyth       | joueur               | cinq fois capitaine au Championnat mondial de l’IIHF Intronisé à l’Alberta Sports Hall of Fame en 2017                              |
| 2019  | George Kingston  | bâtisseur            | dirige équipe Canada lors des Olympiques de 1988 contribue à l'évolution du hockey dans plusieurs pays                              |
| 2019  | Jayna Hefford    | joueuse              | Intronisée au Temple de la renommée du hockey en 2018, deuxième meilleure joueuse de l'histoire d'équipe Canada feminin.            |
| 2019  | Ken Hitchcock    | entraîneur           | trophée Jack-Adams en 2012 entraîneur d'équipe Canada à plusieurs reprises                                                          |
| 2020  | Ken Dryden       | joueur               | Intronisée au Temple de la renommée du hockey en 1983 nommé Officier de l’Ordre du Canada en 2013                                   |
| 2020  | Sheldon Kennedy  | joueur bâtisseur     | Nommé Membre de l’Ordre du Canada en 2014 cofondateur d'une organisation luttant contre les abus dans le sport                      |
| 2020  | Charles Tator    | bâtisseur            | Nommé Officier de l’Ordre du Canada en 2017 médecin spécialiste des commotions cérébrales et de la sécurité en hockey mineur        |
| 2021  | Bill Hay         | joueur bâtisseur     | Intronisé au Temple de la renommée du hockey en 2015 président de Hockey Canada dans les années 1990                                |
| 2021  | Angela James     | joueuse              | Première femme intronisée au Temple de la renommée du hockey (2010) intronisée au Temple de la renommée de l’IIHF en 2008           |
| 2021  | Kevin Lowe       | joueur               | Intronisé au Temple de la renommée du hockey en 2020 remporte six fois la Coupe Stanley                                             |
| 2022  | Kim St-Pierre    | joueuse              | Intronisée au Temple de la renommée du hockey en 2021 remporte trois médailles d'or olympique et cinq championnats du monde         |
| 2022  | Guy Lafleur      | joueur               | Intronisé au Temple de la renommée du hockey en 1988 nommé Officier de l’Ordre du Canada en 1980                                    |
| 2022  | Lanny McDonald   | joueur bâtisseur     | Intronisé au Temple de la renommée du hockey en 1992 directeur général de l'équipe national 2001-2004                               |